# بخش لوگا
بخش لوگا (به لاتین: Louga Department) یک منطقهٔ مسکونی در سنگال است که در ناحیه لوگا واقع شده‌است. بخش لوگا ۵٬۶۴۹ کیلومتر مربع مساحت و ۳۷۳٬۲۱۲ نفر جمعیت دارد.